# Montenoison
Montenoison és un municipi francès, situat al departament del Nièvre i a la regió de Borgonya - Franc Comtat. L'any 2007 tenia 125 habitants.

## Demografia

### Població
El 2007 la població de fet de Montenoison era de 125 persones. Hi havia 64 famílies, de les quals 24 eren unipersonals (20 homes vivint sols i 4 dones vivint soles), 24 parelles sense fills, 12 parelles amb fills i 4 famílies monoparentals amb fills.
La població ha evolucionat segons el següent gràfic:
Habitants censats

### Habitatges
El 2007 hi havia 148 habitatges, 64 eren l'habitatge principal de la família, 68 eren segones residències i 17 estaven desocupats. 147 eren cases i 1 era un apartament. Dels 64 habitatges principals, 47 estaven ocupats pels seus propietaris, 9 estaven llogats i ocupats pels llogaters i 8 estaven cedits a títol gratuït; 2 tenien una cambra, 8 en tenien dues, 15 en tenien tres, 10 en tenien quatre i 29 en tenien cinc o més. 47 habitatges disposaven pel capbaix d'una plaça de pàrquing. A 28 habitatges hi havia un automòbil i a 25 n'hi havia dos o més.

### Piràmide de població
La piràmide de població per edats i sexe el 2009 era:
| Homes | Edats   | Dones |
| ----- | ------- | ----- |
| 0     | 95 o +  | 0     |
| 0     | 90 a 94 | 4     |
| 0     | 85 a 89 | 0     |
| 0     | 80 a 84 | 0     |
| 12    | 75 a 79 | 8     |
| 0     | 70 a 74 | 0     |
| 0     | 65 a 69 | 0     |
| 4     | 60 a 64 | 16    |
| 8     | 55 a 59 | 0     |
| 8     | 50 a 54 | 8     |
| 8     | 45 a 49 | 0     |
| 8     | 40 a 44 | 4     |
| 0     | 35 a 39 | 4     |
| 4     | 30 a 34 | 0     |
| 8     | 25 a 29 | 4     |
| 0     | 20 a 24 | 4     |
| 4     | 15 a 19 | 4     |
| 4     | 10 a 14 | 0     |
| 4     | 5 a 9   | 4     |
| 0     | 0 a 4   | 0     |

## Economia
El 2007 la població en edat de treballar era de 75 persones, 39 eren actives i 36 eren inactives. De les 39 persones actives 31 estaven ocupades (18 homes i 13 dones) i 8 estaven aturades (4 homes i 4 dones). De les 36 persones inactives 20 estaven jubilades, 2 estaven estudiant i 14 estaven classificades com a «altres inactius».

### Ingressos
El 2009 a Montenoison hi havia 60 unitats fiscals que integraven 124 persones, la mediana anual d'ingressos fiscals per persona era de 15.984,5 €.

### Activitats econòmiques
Dels 2 establiments que hi havia el 2007, 1 era d'una empresa de comerç i reparació d'automòbils i 1 d'una empresa classificada com a «altres activitats de serveis».
L'any 2000 a Montenoison hi havia 7 explotacions agrícoles.

## Poblacions més properes
El següent diagrama mostra les poblacions més properes.